# Ziua Internațională a Securității și Sănătății în Muncă
Ziua Internațională a Securității și Sănătății în Muncă sau Ziua Internațională a Muncitorilor, cunoscută și sub denumirea de Ziua Internațională de Comemorare a Muncitorilor sau Ziua Internațională de Comemorare a Morților și Răniților, are loc anual în întreaga lume, pe 28 aprilie, o zi internațională de comemorare și acțiune pentru lucrătorii uciși, invalidați, răniți sau bolnavi. prin munca lor. În Canada, este comemorată ca Ziua Națională de Doliu.
Ziua Memorială a Muncitorilor este o oportunitate de a evidenția natura prevenibilă a majorității incidentelor la locul de muncă și a stării de sănătate și de a promova campanii și organizarea sindicală în lupta pentru îmbunătățirea siguranței la locul de muncă. Sloganul zilei este Remember the dead – Fight for the living.
Deși 28 aprilie este folosită ca punct focal pentru comemorare și o zi de solidaritate internațională, campania și alte activități conexe continuă pe tot parcursul anului în întreaga lume.